# Norra Åkarps församling
Norra Åkarps församling är en församling i Göinge kontrakt i Lunds stift. Församlingen ligger i Hässleholms kommun i Skåne län och ingår i Bjärnums pastorat.

## Administrativ historik
Församlingen har medeltida ursprung. Före den 1 januari 1886 (ändring enligt beslut den 17 april 1885) var namnet Åkarps församling. En del av socknen, Hyllinge, tillhörde före 1889 Luggude härad i Malmöhus län och överfördes då till samma härad och län som övriga socknen.
Församlingen var till 1962 moderförsamling i pastoratet (Norra) Åkarp och Vittsjö. Från 1962 till 2014 var den moderförsamling i pastoratet Norra Åkarp och Vankiva. Från 2014 ingår församlingen i Bjärnums pastorat.

## Kyrkor
- Norra Åkarps kyrka